# アポフィス (小惑星)
アポフィス (99942 Apophis) は、アテン群に属する地球近傍小惑星の一つ。2004年6月に発見された。地球軌道のすぐ外側から金星軌道付近までの楕円軌道を323日かけて公転している。直径は約310 mから約340 mであり、小惑星番号が与えられている中では小さな部類である。質量は1.26×1011 kg（1億2600万トン）であると推定されている。
アポフィスという名は古代エジプトの悪神アペプ（ギリシア語でアポピス、ラテン語でアポフィス）に由来する。
2004年12月、まだ2004 MN4という仮符号で呼ばれていたこの小惑星が2029年に地球と衝突するかもしれないと報道され、一時話題になった。その後の調査で同年の衝突リスクは否定され、少なくとも21世紀中には衝突しないとされる。

## 歴史
2004年6月19日、アメリカ合衆国アリゾナ州にあるキットピーク国立天文台にて、ハワイ大学のロイ・A・タッカー他2名によって新たな小惑星が発見され、二晩にわたって観測された。この小惑星には仮符号2004 MN4が与えられた。後に2004年3月15日にも観測されていたことが分かった。
2004年12月18日、オーストラリアでサイディング・スプリング天文台のゴードン・ギャラッドによって再発見された。その後数日間に行われた世界中からの観測により、6月に発見された際の軌道と繋がることが確認された。
2004年12月24日、アメリカ航空宇宙局 (NASA) は2004 MN4が2029年4月13日（金曜日）に地球に衝突する確率を300分の1と発表し、トリノスケール2とした。同日、衝突する確率を1.6%（62分の1）と修正し、小惑星としては初めてトリノスケールを4に引き上げた。
2004年12月25日、101件の観測報告を元に、衝突する確率を2.4%（42分の1）と修正し、同日中に2.2%（45分の1）と改めた。また、2004 MN4の直径は390mから440mであり、質量は1.2×1011kgであると発表した。
2004年12月26日、169件の観測報告を元に、直径を380m、質量を7.5×1010kgと発表した。
2004年12月27日、176件の観測報告を元に、直径を390m、質量を7.2×1010kg、また衝突する確率を2.7%（37分の1）と修正し、トリノスケールで4、パレルモスケールで1.10とした。
同日、新たに収集された観測報告に基づいて再計算が行われ、2004 MN4は少なくとも2029年には地球に衝突しないことが判明した。将来的に衝突する可能性も0.0038%（2万6千分の1）に修正された。これに伴い、トリノスケールは1に引き下げられた。
2005年6月24日、軌道が確定し小惑星番号99942が割り振られた。
2005年7月19日、正式に「アポフィス」と命名された。
2008年4月15日、ドイツの13歳の少年により、アポフィスが2029年の接近時に1個または複数の人工衛星と衝突する可能性があり、それによって2036年の接近時に地球と衝突する確率が上昇するという指摘がなされた。少年の算出した、アポフィスが地球に衝突する確率は450分の1で、ヨーロッパ宇宙機関 (ESA) は少年の計算が正しいと認めたと報道された。しかしNASAは、小惑星は人工衛星の密集地帯から離れた空間を通過するために衛星と衝突する可能性は低く、この計算は誤りだと反論した。
2009年12月30日、ロシア宇宙庁長官はアポフィスが2032年に地球に衝突する恐れがあり、近いうちに衝突を未然に防止するための会議を開く、と発表した。
2011年2月の時点では、アポフィスが地球に衝突する可能性は13万5000分の1に引き下げられており、トリノスケールは0（危険性なし）に、パレルモスケールも負の値に修正されている。
2013年1月9日にNASAは、1月8日のアポフィスの最接近時（地球からの最短距離0.2433 AU）のハーシェル宇宙望遠鏡による観測で、従来よりもアポフィスの直径は大きい事がわかった。新たな観測では、従来直径約270 ± 60 mだったものが約325 ± 15 m、アルベドは0.33から0.23に修正された。これにより、質量は約75%増大し、1.26×1011 kgと推定される。そして1月13日にNASAは、アポフィスの2036年の接近時における衝突の確率は100万分の1以下となり、実質的に衝突可能性ゼロと言えると発表した。

### 将来

2029年4月13日前後のアポフィスの予想軌道

2029年4月13日には、アポフィスは地表からおよそ32,500 km離れたところを通過すると予測されている。これは静止軌道 (35,786 km) とほぼ同じ距離である。これによって視等級は3.3となり、ヨーロッパ、アフリカ、西アジアにおいては肉眼でも容易に観測できるようになる。また、この接近でアポフィスの軌道が変わってアテン群ではなくなり、アポロ群になるだろうと考えられている。
そして7年後の2036年4月13日には地球に再接近する。それ以降、2042年から2105年の間にわずかながら衝突の可能性がある接近が17回ほど起きると推定されているが、2036年以後の軌道に関する正確な予測は困難である。そのため、小惑星が地球に接近した機会を狙って発信機を取り付け、軌道を詳細に追跡すべきだと主張する天文学者もいる。2068年4月12日の接近ではヤルコフスキー効果の影響などによる衝突リスクも僅かながらに懸念されており、2020年時点の衝突確率は“Palermo Technical Impact Hazard Scale”の推定で15万分の1程度（トリノスケールは0、パレルモスケールは-2.88、NASAの脅威度ランキングで3位）、イタリアのNEODySインパクトモニターサービスの推定による現実的な可能性として53万分の1程度（ヤルコフスキー効果も考慮した数値）とされている。2021年3月26日には、NASAが2068年の接近時に地球に衝突する可能性はなく、今後100年間には地球に衝突しないとの計算結果を明らかにしている。

## 衝突の影響
NASAの評価によると、仮にこの小惑星が衝突した場合のエネルギーは、TNT換算510メガトン相当とされている。特に衝突の可能性と衝突時の影響が大きいため潜在的に危険な小惑星 (PHA) に分類されている。
実際にどのような影響が出るかは、小惑星の構成物質、衝突する地点や角度により異なるが、いずれにせよ数千km2にわたり大きな被害が生じると考えられる。しかし、氷期や大量絶滅を引き起こすなどの長期間にわたる地球規模の影響が出るとは考えられない。